# Ludovico Rangoni

Stemma dei Rangoni.

Ludovico Rangoni (Modena, ... – Udine, 1552) è stato un condottiero italiano del tardo Rinascimento, fratello del più noto Guido II Rangoni.

## Biografia
Ludovico era figlio del condottiero Niccolò Maria Rangoni (1455-1500), signore di Modena e Spilamberto, e di Bianca Bentivoglio dei Bentivoglio signori di Bologna. Fu nominato signore di Spilamberto nel 1506 e nel 1514 fu al servizio dello Stato Pontificio. Nel 1522 assieme al fratello Guido fu al servizio dei Medici. Nel 1527 partecipò alla difesa di Modena. Nel febbraio del 1530 partecipò a Bologna alla incoronazione dell'imperatore Carlo V.
Nel 1551, al servizio della Repubblica di Venezia, venne nominato governatore del Friuli. Morì a Udine nel 1552.

## Discendenza
Ludovico sposò Barbara Pallavicino (?-1539), che portò in dote Zibello e Roccabianca ed ebbero cinque figli:
- Pallavicino (?-1570), condottiero;
- Domitilla;
- Eleonora;
- Giulio (?-1583), condottiero e marchese di Zibello dal 1531 al 1583;
- Teodora.

Fu sospettato di avere avvelenato la consorte.

## Ascendenza
|                         |                        |                            | Genitori                 |  |  | Nonni |  |  | Bisnonni         |  |  | Trisnonni        |  |
|                         |                        |                            |                          |  |  |       |  |  | Jacopino Rangoni |  |  | Gherardo Rangoni |  |
|                         |                        |                            |                          |  |  |       |  |  | Jacopino Rangoni |  |  | Gherardo Rangoni |  |
|                         |                        | Mabilia Porzia             |                          |  |  |       |  |  | Jacopino Rangoni |  |  |                  |  |
| Guido I Rangoni         |                        |                            |                          |  |  |       |  |  | Jacopino Rangoni |  |  |                  |  |
|                         |                        | Fina Buzzacarini           | Pataro Buzzacarini       |  |  |       |  |  |                  |  |  |                  |  |
|                         |                        | Fina Buzzacarini           | Pataro Buzzacarini       |  |  |       |  |  |                  |  |  |                  |  |
|                         |                        | Fina Buzzacarini           | …                        |  |  |       |  |  |                  |  |  |                  |  |
| Niccolò Maria Rangoni   |                        | Fina Buzzacarini           |                          |  |  |       |  |  |                  |  |  |                  |  |
|                         |                        | Feltrino Boiardo           | Matteo Boiardo           |  |  |       |  |  |                  |  |  |                  |  |
|                         |                        | Feltrino Boiardo           | Matteo Boiardo           |  |  |       |  |  |                  |  |  |                  |  |
|                         |                        | Feltrino Boiardo           | Bernardina Lambertini    |  |  |       |  |  |                  |  |  |                  |  |
| Giovanna Boiardo        |                        | Feltrino Boiardo           |                          |  |  |       |  |  |                  |  |  |                  |  |
|                         |                        | Guiduccia da Correggio     | Gherardo VI da Correggio |  |  |       |  |  |                  |  |  |                  |  |
|                         |                        | Guiduccia da Correggio     | Gherardo VI da Correggio |  |  |       |  |  |                  |  |  |                  |  |
|                         |                        | Guiduccia da Correggio     | …                        |  |  |       |  |  |                  |  |  |                  |  |
| Ludovico Rangoni        |                        | Guiduccia da Correggio     |                          |  |  |       |  |  |                  |  |  |                  |  |
|                         | Annibale I Bentivoglio | Anton Galeazzo Bentivoglio |                          |  |  |       |  |  |                  |  |  |                  |  |
|                         | Annibale I Bentivoglio | Anton Galeazzo Bentivoglio |                          |  |  |       |  |  |                  |  |  |                  |  |
|                         | Annibale I Bentivoglio | Francesca Gozzadini        |                          |  |  |       |  |  |                  |  |  |                  |  |
| Giovanni II Bentivoglio | Annibale I Bentivoglio |                            |                          |  |  |       |  |  |                  |  |  |                  |  |
|                         |                        | Donnina Visconti           | Lancillotto Visconti     |  |  |       |  |  |                  |  |  |                  |  |
|                         |                        | Donnina Visconti           | Lancillotto Visconti     |  |  |       |  |  |                  |  |  |                  |  |
|                         |                        | Donnina Visconti           | N.N.                     |  |  |       |  |  |                  |  |  |                  |  |
| Bianca Bentivoglio      |                        | Donnina Visconti           |                          |  |  |       |  |  |                  |  |  |                  |  |
|                         |                        | Alessandro Sforza          | Muzio Attendolo Sforza   |  |  |       |  |  |                  |  |  |                  |  |
|                         |                        | Alessandro Sforza          | Muzio Attendolo Sforza   |  |  |       |  |  |                  |  |  |                  |  |
|                         |                        | Alessandro Sforza          | Lucia Terzani            |  |  |       |  |  |                  |  |  |                  |  |
| Ginevra Sforza          |                        | Alessandro Sforza          |                          |  |  |       |  |  |                  |  |  |                  |  |
|                         |                        | N.N.                       | N.N.                     |  |  |       |  |  |                  |  |  |                  |  |
|                         |                        | N.N.                       | N.N.                     |  |  |       |  |  |                  |  |  |                  |  |
|                         |                        | N.N.                       | N.N.                     |  |  |       |  |  |                  |  |  |                  |  |
|                         |                        | N.N.                       |                          |  |  |       |  |  |                  |  |  |                  |  |